# Liu Xin (ciclista)
Liu Xin (em chinês:  刘 馨; Anda, 5 de novembro de 1986) é uma ciclista olímpica chinesa. Xin representou o seu país durante os Jogos Olímpicos de Verão de 2012, em Londres.